# Histon
Histón je bazična beljakovina, ki se povezuje z DNK in tvori kromosom. 
V evkariontskih celicah je DNK shranjena v jedru v obliki kromatina. Zelo pomemben gradbeni element kromatina so nukleosomi, ki lahko skondenzirajo DNK tudi do 10000x bolj kot pa je DNK brez nukleosomov. Nukleosom je sestavljen iz oktamera histonskih proteinov H2A, H2B, H3, H4. Okrog nukleosoma se ovije približno 147 bp DNK. Med histonske proteine spada tudi histon H1, ki pa ne tvori oktamera z ostalimi histoni, ampak deluje kot linker (povezovalec) histon, ki kakor da zapira zavoje okrog nukleosomov. Takšna kondenziranost DNK pomembno vpliva na procese kot so replikacija (podvojevanje), transkripcija (prepisovanje) in popravljanje DNK.

## Sestava histonskih beljakovin
Histonske beljakovine so sestavljene iz globularnega dela in iz nestabilnih aminokislinskih terminalnih domen. Prav ti nestabilni aminokislinski deli so podvrženi velikemu številu posttranslacijskih modifikacij, med katere spadajo acetilacija, metilacija, fosforilacija, ubikvitinacija , sumoilacija, glikozilacija, ADP-ribozilacija , biotinilacija  in karbonilacija . Te posttranslacijske modifikacije histonov so glavni mehanizmi regulacije transkripcije DNK .